# Cathédrale Saint-George de Southwark
Pour les articles homonymes, voir Cathédrale Saint-Georges.
Ne doit pas être confondu avec Cathédrale Saint-Georges (Londres) ou Cathédrale de Southwark.
La cathédrale Saint-George de Southwark est une cathédrale de la communauté catholique de l'archidiocèse de Southwark, au sud de Londres et qui ne doit pas être confondue avec la cathédrale de Southwark qui, elle, est affectée au culte anglican.
La cathédrale est l’église mère de la province catholique de Southwark, qui couvre l'archidiocèse de Southwark (toute la partie de Londres au sud de la Tamise, dont le Kent et le Nord Surrey) et le diocèse d'Arundel et Brighton, Portsmouth et Plymouth.
La cathédrale est située en face de l’Imperial War Museum. Proche, vers le nord, se trouve l’école primaire de la cathédrale catholique Saint-George.

## Historique

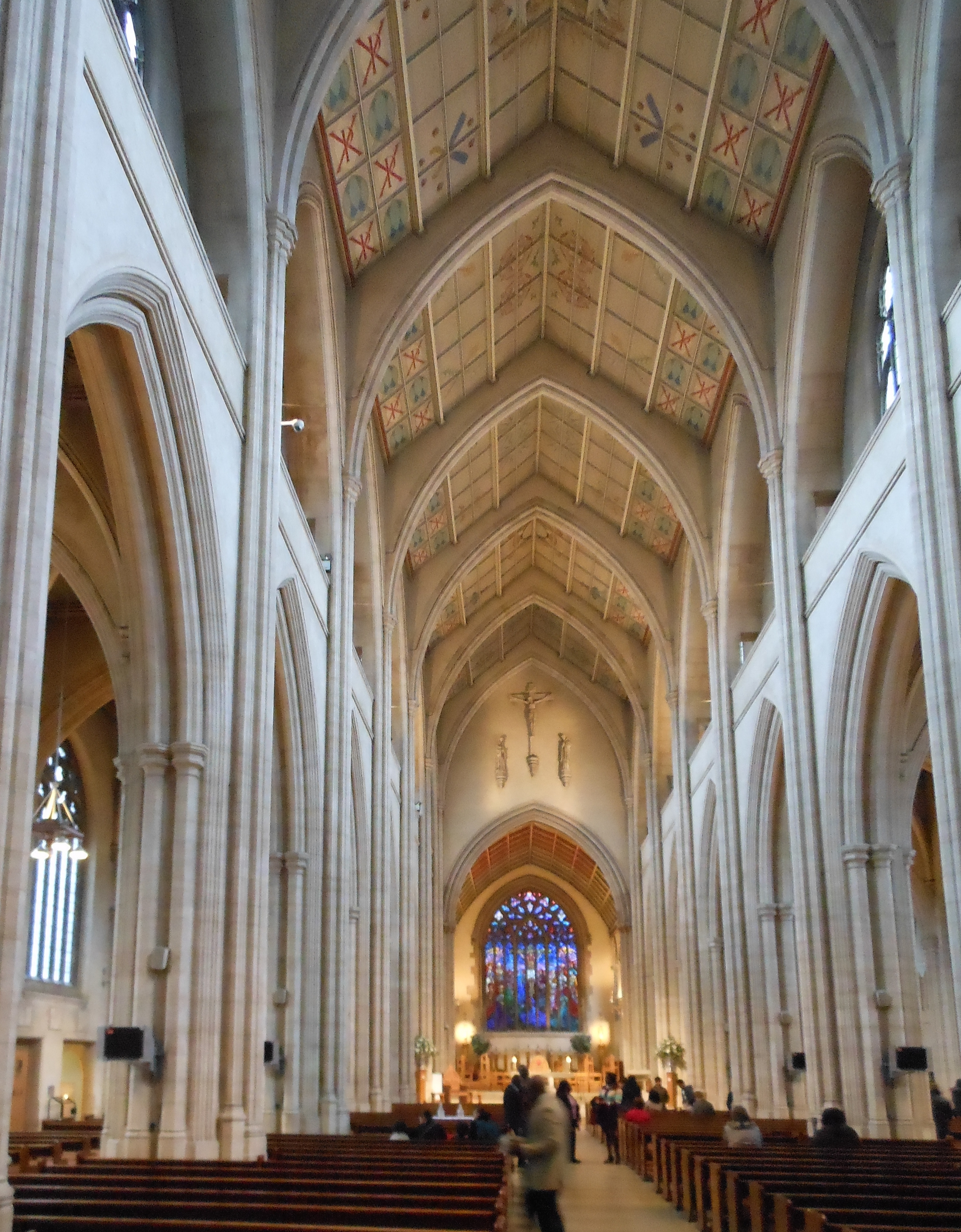
Vue de l'intérieur.

La cathédrale d'origine a été ouverte en 1848 et fut la première cathédrale catholique construite au Royaume-Uni depuis la Réforme. Elle a été conçue par Augustus Pugin, célèbre pour son travail avec Charles Barry sur la reconstruction du Palais de Westminster. La cathédrale a été gravement bombardée durant la Seconde Guerre mondiale et la cathédrale reconstruite a été ouverte en 1958.
La cathédrale a une tradition chorale bien établie, avec un chœur de garçons et d'hommes qui chante à la messe solennelle de 11 h 30 tous les dimanches et jours de fête un répertoire qui englobe la polyphonie de l'époque Tudor, des chants grégoriens, du baroque et des compositeurs contemporains tels que Arvo Pärt, John Tavener, William Mathias, et James MacMillan. La chorale a également été diffusée sur BBC Radio 4 et BBC1 au Royaume-Uni et sur BBC Prime dans le monde. La chorale de jeunes filles chante à la messe de 10h le dimanche. 
Chaque été, la cathédrale est utilisée par la London South Bank University pour ses cérémonies de remises de diplôme.
En 2023, la Conférence des évêques catholiques d’Angleterre et du pays de Galles déclare sanctuaire national le sanctuaire Saint-Óscar-Romero, dédié à Óscar Romero, situé dans la cathédrale.

## Source
- (en) Cet article est partiellement ou en totalité issu de l’article de Wikipédia en anglais intitulé « St George's Cathedral, Southwark » (voir la liste des auteurs).